# ピナコールボラン
ピナコールボラン（英: Pinacolborane、略称 HBpin）は化学式(CH3)4C2O2BHで表されるボランの一種である。無色の液体。ボランとは異なり、ピナコールボランはモノマーとして存在する。

## 利用
ピナコールボランは触媒の存在下でアルケンのヒドロホウ素化を進行させる。アルキンのヒドロホウ素化の反応速度はアルケンの場合に比べて遅い。
C-H活性化反応の一種であるホウ素化に用いられる。
ピナコールボランが脱水素すると、ビス(ピナコラート)ジボロン（B2pin2）が得られる。
{\displaystyle {\ce {2 (CH3)4C2O2BH -> (CH3)4C2O2B-BO2C2(CH3)4 + H2}}}